# Here Comes the Cowboy
Here Comes the Cowboy é o quarto álbum de estúdio do cantor e compositor Mac DeMarco, lançado em maio de 2019 pelo seu selo pessoal, com distribuição da gravadora Universal Music. O disco foi produzido pelo próprio músico, também responsável pela execução de todos os instrumentos. A obra recebeu avaliações predominantemente favoráveis da mídia especializada, embora mais polarizadas em comparação aos registros antecessores.

## Faixas
Todas as faixas escritas e compostas por Mac DeMarco. 
| N.º            | Título                  | Duração |  |
| 1.             | "Here Comes the Cowboy" | 3:00    |  |
| 2.             | "Nobody"                | 3:32    |  |
| 3.             | "Finally Alone"         | 2:25    |  |
| 4.             | "Little Dogs March"     | 2:29    |  |
| 5.             | "Preoccupied"           | 4:00    |  |
| 6.             | "Choo Choo"             | 2:39    |  |
| 7.             | "K"                     | 3:33    |  |
| 8.             | "Heart to Heart"        | 3:31    |  |
| 9.             | "Hey Cowgirl"           | 2:16    |  |
| 10.            | "On the Square"         | 3:29    |  |
| 11.            | "All of Our Yesterdays" | 4:04    |  |
| 12.            | "Skyless Moon"          | 4:05    |  |
| 13.            | "Baby Bye Bye"          | 7:29    |  |
| Duração total: | Duração total:          | 46:32   |  |